# Liste des codes OACI des aéroports/T
Pour un article plus général, voir Liste des codes OACI des aéroports.
- A
- B
- C
- D
- E
- F
- G
- H
- I
- J
- K
- L
- M
- N
- O
- P
- Q
- R
- S
- T
- U
- V
- W
- X
- Y
- Z

Format des données :
- Code OACI (code AITA) – Nom de l'aérodrome – Ville desservie (département) – Altitude aérodrome – Nombre de pistes (remarques)

## TA
Antigua-et-Barbuda
- TAPA (ANU) – Aéroport international V.C. Bird – Saint John's (Antigua) – 19 m alt – 1 piste
- TAPH (BBQ) – Aéroport de Codrington – Codrington (Barbuda) – 5 m alt – 1 piste

## TB
Barbade
- TBPB (BGI) – Aéroport international Grantley-Adams – Bridgetown – 52 m alt – 1 piste

## TD
Dominique
- TDCF (DCF) – Aéroport de Canefield – Roseau – 4 m alt – 1 piste
- TDPD (DOM) – Aéroport Melville Hall – Marigot – 22 m alt – 1 piste

## TF
Guadeloupe et Martinique
Voir aussi Liste des aérodromes français (triée par département)
ou Liste des codes OACI des aéroports français (triée par code OACI pour la France y compris outre-mer)
ou Catégorie:Aéroport français

### Guadeloupe
- TFFA (DSD) – Aérodrome de La Désirade-Grande Anse – La Désirade (971) – 3  m alt – 1 piste (usage restreint)
- TFFB (BBR) – Aérodrome de Basse Terre - Baillif – Baillif (971) – 18 m alt – 1 piste (usage restreint)
- TFFC (SFC) – Aérodrome de Saint-François  – Saint-François (971) – 3  m alt – 1 piste
- TFFG (SFG) – Aéroport de Grand-Case Espérance  – Saint-Martin (971) – 7  m alt – 1 piste
- TFFJ (SBH) – Aéroport de Saint-Barthélémy-Rémy-de-Haenen – Saint-Barthélemy (971) – 15  m alt – 1 piste (usage restreint)
- TFFM (GBJ) –  Aérodrome de Grand-Bourg  – Marie-Galante (971) – 5  m alt – 1 piste
- TFFR (PTP) –  Aéroport Guadeloupe - Pôle Caraïbes  – Pointe-à-Pitre (971) – 11  m alt – 1 piste
- TFFS (LSS) – Aérodrome Les Saintes-Terre-de-Haut – Les Saintes (971) – 14  m alt – 1 piste (usage restreint)

### Martinique
- TFFF (FDF) –  Aéroport international Martinique Aimé Césaire – Fort-de-France (972) – 5  m alt – 1 piste

## TG
Grenade
- TGPY (GND) – Aéroport international de Point Salines – Saint-Georges – 12  m alt – 1 piste

## TI
Îles Vierges américaines :
- TIST : Aéroport international Cyril E. King  – Saint-Thomas – 7 m alt – 1 piste
- TISX : Aéroport international Henry E. Rohlsen  – Sainte-Croix – 23 m alt – 1 piste

## TK
- TKPK : Aéroport international Robert L. Bradshaw – Saint-Christophe – 52 m alt – 1 piste

## TL
Sainte-Lucie
- TLPC : Aéroport de Castries (George F. L. Charles Airport)
- TLPL : Aéroport international d'Hewanorra

## TN
Antilles néerlandaises :
- TNCB : Aéroport international Flamingo-Bonaire, à Bonaire,
- TNCC (CUR) : Aeropuerto Hato
- TNCM (SXM) : Aéroport international Princesse-Juliana

## TQ
- TQPF (AXA) : Aéroport de Wallblake

## TT
Trinidad et Tobago
- TTPP : Aéroport de Piarco